# エルコーレ・スパーダ

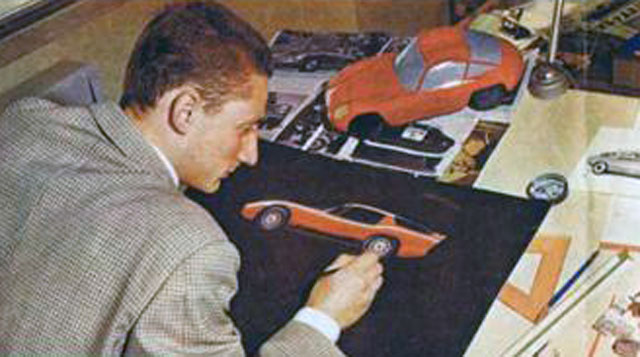
仕事中のスパーダ

エルコーレ・スパーダ（Ercole Spada、1937年7月 - 2025年8月2日または8月3日）は、イタリアのカーデザイナーである。

## 概要
1960年代のカロッツェリア・ザガート（Zagato）黄金期から常に第一線で活躍したカーデザイナーで、ジョルジェット・ジウジアーロやマルチェロ・ガンディーニなどと共に、その後の自動車デザインの基礎を作った一人である。

### 年表
- 1937年7月末にイタリア・ヴァレーゼ県のブスト・アルシーツィオ（Busto Arsizio）に生まれる。建築家のアウグスト・スパーダの兄弟である[1]。
- 1960年にイタリアのカロッツェリア・ザガートにてカーデザイナーとなる。1969年まで在籍。
- 1970年、同年からフォード傘下となったイタリアのカロッツェリア・ギアに移籍。1975年まで在籍。
- 1976年に西ドイツの自動車会社BMWに移籍。1982年まで在籍。
- 1983年にイタリアのデザイン会社I.DE.Aに移籍。
- 1992年に再びザガートに移籍。
- 1993年からフリーランス。その後、息子のパオロ・スパーダとスパーダコンセプトというデザインスタジオを立ち上げている。
- 2025年8月2日または3日、セストリエーレで死去。数日前に88歳になったばかりである[1]。

## 代表作

### 第1期ザガート時代
- アストンマーティン・DB4GTザガート（1960年）AstonMartin DB4 GT Zagato
- アルファロメオ・ジュリエッタSZ（1960年）AlfaRomeo Giulietta SZ
- アルファロメオ・2600SZ（1962年）AlfaRomeo 2600 SZ
- アルファロメオ・ジュリアTZ（1963年）AlfaRomeo Giulia TZ
- アルファロメオ・ジュニアZ（1969年）AlfaRomeo Junior Z
- オスカ・1600GTV Zagato（1960年）O.S.C.A 1600 GTV Zagato
- オスカ・1600GTS Zagato（1961年）O.S.C.A 1600 GTS Zagato
- ボルボ・GTZ2000（1969年）Volvo GTZ 2000
- ランチア・フラビア・スポルト（1962年）Lancia Flavia Sport
- ランチア・フラミニア・スーパースポルト（1963年）Lancia Flaminia Super Sport
- ランチア・フルビア・スポルト（1965年）Lancia Fulvia Sport
- ランチア・フラビア・スーパースポルト（1967年）Lancia Flavia Super Sport
- ランチア・フルビア・スポルト・スパイダー（1968年）Lancia Fulvia Sport Spider
- ランボルギーニ・3500GTZ（1966年）Lamborghini 3500 GTZ
- ローバー・2000TCZ（1967年）Rover 2000 TCZ

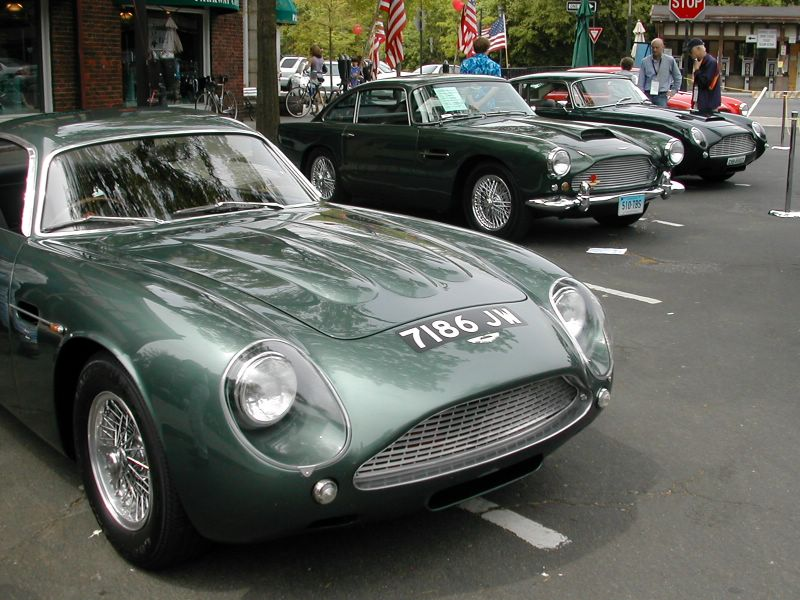
アストンマーティン・DB4GTザガート
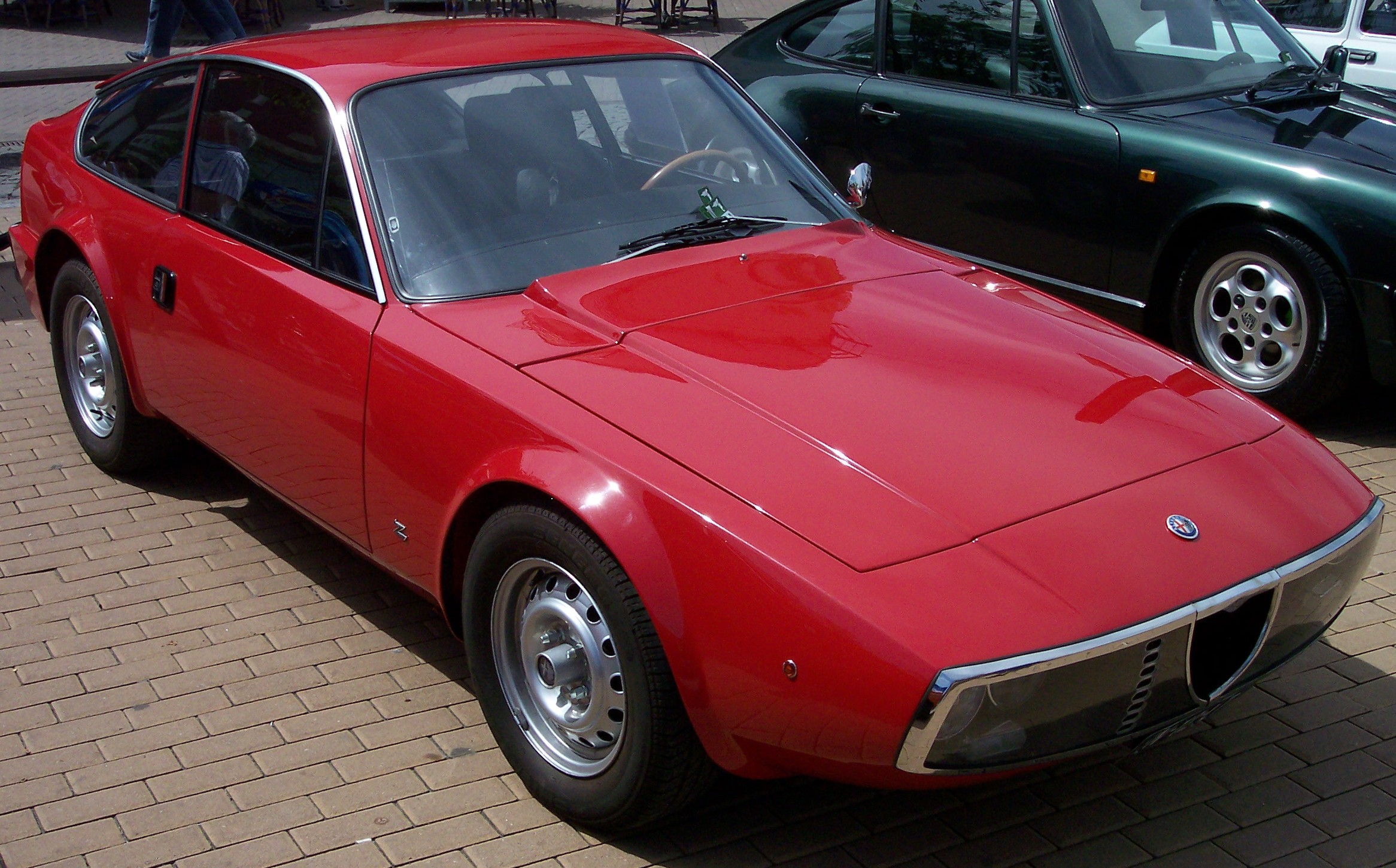
アルファロメオ・ジュニアZ

### ギア時代
- フォード・GT70（1970年）Ford GT 70

### BMW時代
- BMW・7シリーズ（E32-1986年）
- BMW・5シリーズ（E34-1988年）

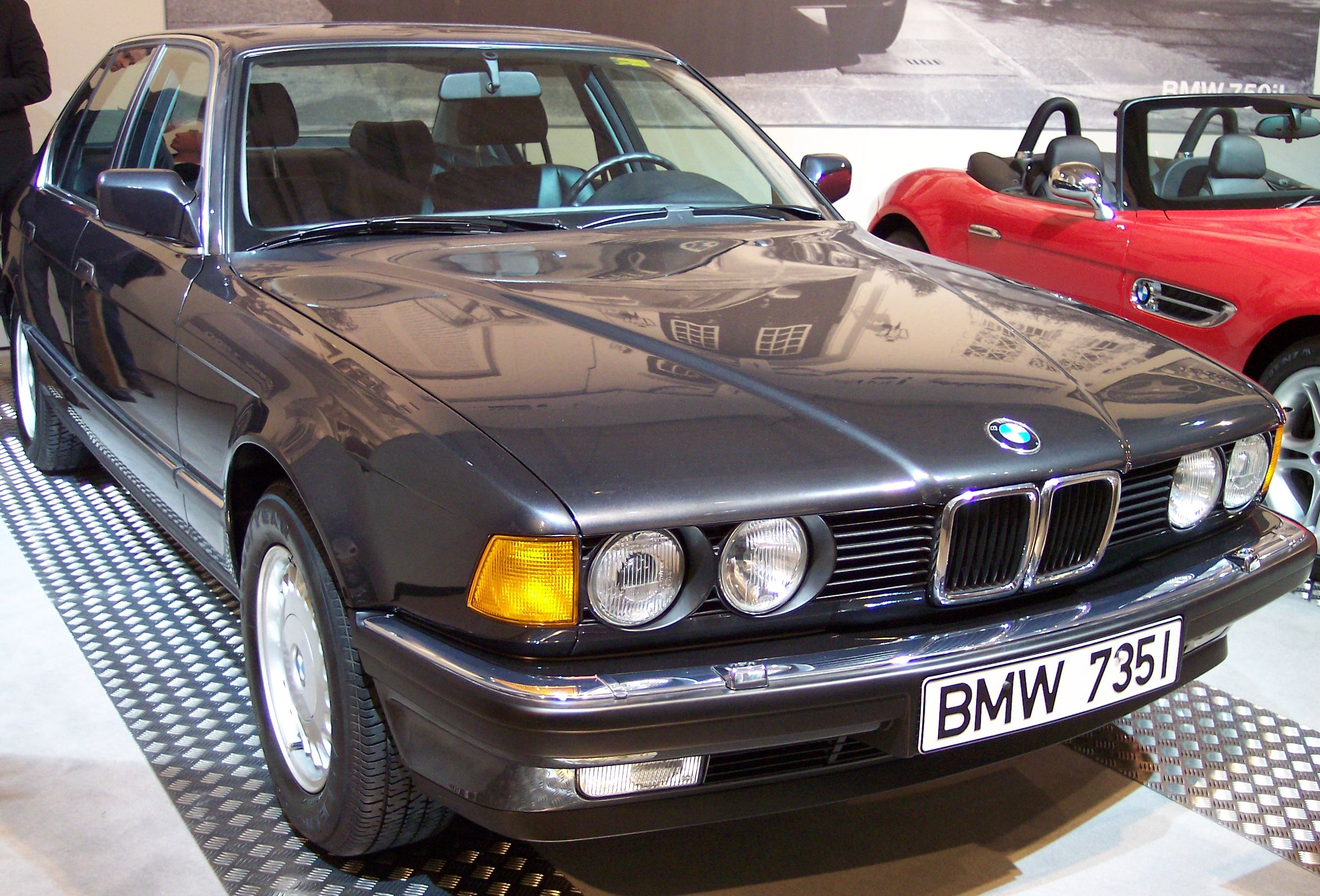
BMW・7シリーズ
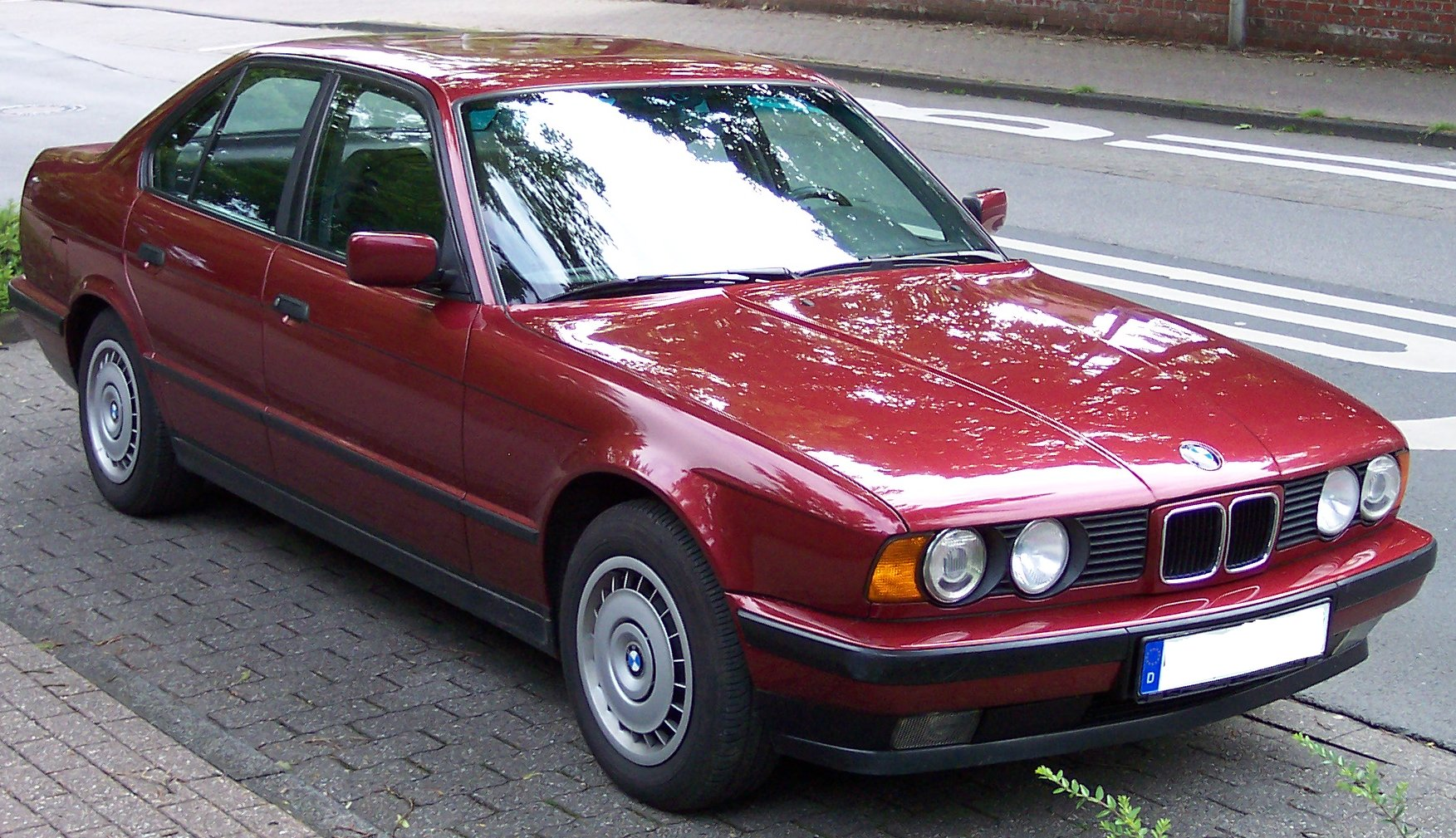
BMW・5シリーズ

### I.DE.A時代
- アルファロメオ・155（1992年）AlfaRomeo 155
- 日産・テラノⅡ（1993年）Nissan TerranoⅡ-3ドアの基本デザイン、日本名は日産・ミストラル
- フィアット・ティーポ（1988年）Fiat Tipo-3ドア、5ドア両方
- フィアット・テムプラ（1990年）Fiat Tempra-セダン、ステーションワゴン、クーペの全て
- ランチア・デドラ（1989年）Lancia Dedra-セダン、ステーションワゴン両方
- ランチア・デルタⅡ（1993年）Lancia DeltaⅡ
- ランチア・カッパ（1994年）Lancia Kappa
- PPGフェラーリ・ペースカー（1987年）PPG Ferrari Pace Car-アメリカのCARTレースでのペースカー。

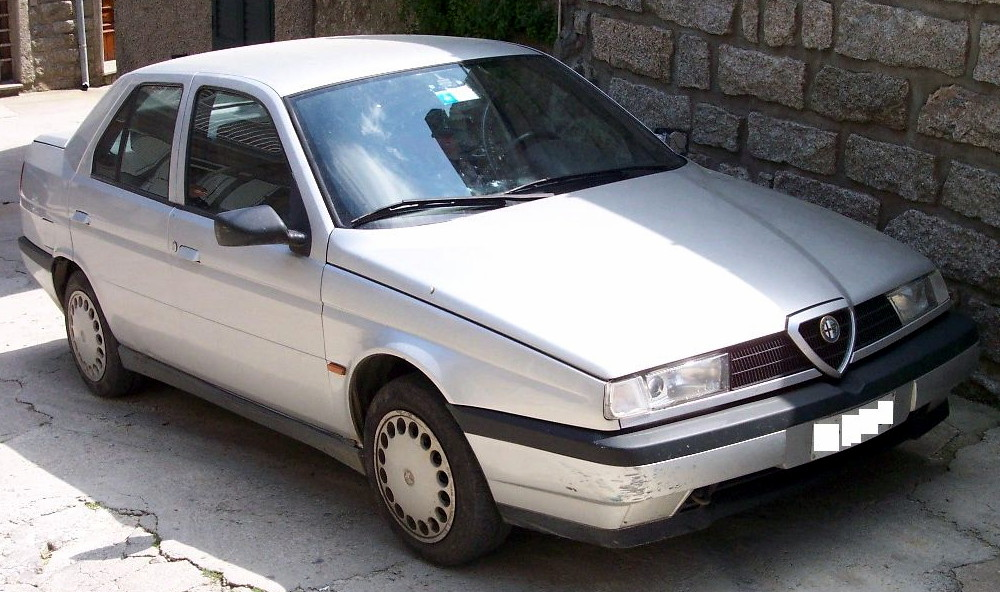
アルファロメオ・155
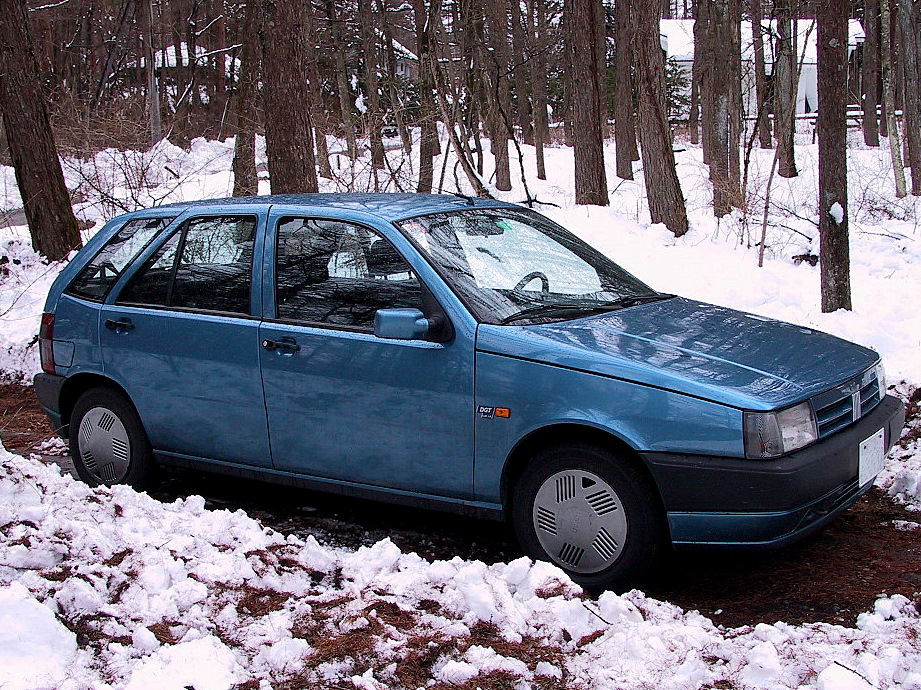
フィアット・ティーポ
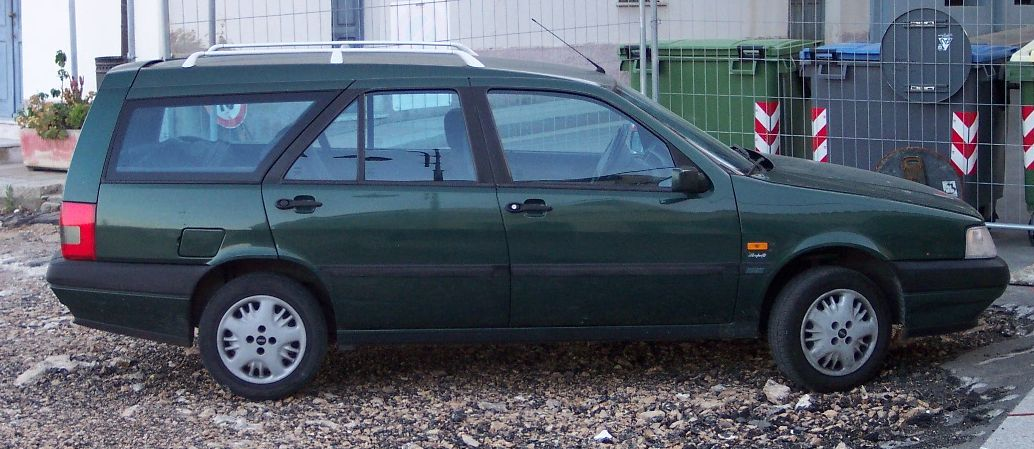
フィアット・テムプラ・ウィークエンド

### 第2期ザガート時代
- FZ93（1993年）フェラーリ 512TRがベース車両。

### フリーランス
- オスカ・ドロモス・トゥーリング（1998年）O.S.C.A Dromos Touring

### スパーダコンセプト
- TSコーダトロンカ（2007年）Spadaconcept TS Codatronca シボレー・コルベットがベース車両。